# 山崎健一
山崎 健一（やまざき けんいち、1941年 - ）は、日本の建築家。アトリエ系建築設計事務所「山崎・榎本建築研究室」主宰。新潟県生まれ。

## 経歴
- 1966年（昭和41年） 工学院大学工学部建築学科卒業
- 1966年（昭和41年）-1969年（昭和44年） 中央工学校建築設計科講師
- 1969年（昭和44年） 宮脇檀建築研究室に入所
- 1990年（平成2年）-1997年（平成9年）、工学院大学建築学科兼任講師
- 1998年（平成10年）、宮脇檀氏の逝去に伴い宮脇檀建築研究室代表取締役に就任
- 2000年（平成12年）、山崎･榎本建築研究室を設立

## 主な作品
- 1999年（平成11年）、山崎・榎本建築研究室内装工事
- 2000年（平成12年）、南青山ビル内装
- 2002年（平成14年）、安澤歯科医院内装
- 2005年（平成17年）、金陵酒家改装
- 2002年（平成14年）、新井レジデンス/フラッツヘブン
- 2002年（平成14年）、トーキョー・シー・サウス・ブランファーレ
- 2005年（平成17年）、（仮称）新中野プロジェクト
- 2000年（平成12年）、屋久島の家
- 2001年（平成13年）、逗子の家
- 2002年（平成14年）、武蔵野の家
- 2002年（平成14年）、文京の家
- 2004年（平成16年）、調布の家
- 2005年（平成17年）、函南の家
- 2006年（平成18年）、座間の家
- 2006年（平成18年）、田園調布の家
- 2006年（平成18年）、箱根の家
- 2007年（平成19年）、柏の家外構計画及び改装
- 2007年（平成19年）、文京の家
- 2007年（平成19年）、箱根の家
- 2007年（平成19年）、名古屋の家：木造、地上2、改装/愛知県
- 2007年（平成19年）、鎌倉の家
- 2007年（平成19年）、大宮の家増改築
- 2007年（平成19年）、千代田の家